# Ламбулич, Зария
Зария Ламбулич (серб. Зарија Ламбулић; 25 мая 1998, Печ, Союзная Республика Югославия) — футболист, защитник.

## Клубная карьера
Воспитанник клуба «Бродарац». Взрослую карьеру начал в команде «Пролетер», с которой в дебютном сезоне Ламбулич пробился в сербскую Суперлигу. Проведя в местной элите 30 игр, защитник покинул коллектив и перебрался в Белоруссию. Летом 2019 года Ламбулич заключил контракт с солигорским «Шахтёром».

## Карьера в сборной
Зария Ламбулич входил в состав юношеской сборной Сербии до 19 лет. В 2018 году провел два матча за молодежную команду страны.